# Moussa Koffoé
Moussa Koffoé de son nom de naissance Moussa Keita, né en 1958 et mort le 12 mai 2025 à Kindia en République de Guinée, est un acteur, de cinéma et scénariste Guinéen.

## Biographie
Moussa Koffoé est né en 1958 à Kindia. Issu d’un milieu modeste, il manifeste dès son plus jeune âge un intérêt marqué pour le monde du spectacle et de la comédie. 

## Parcours professionnel
Il commence d’abord par être tailleur avant de se consacrer à l’art. Doté d’un sens aigu de l’observation et d’un humour naturel, il développe très tôt des aptitudes pour l’imitation et le jeu comique. 
Précurseur de l'humour en Guinée, ces talents, nourris dans l’environnement populaire des ruelles de Kindia, constituent les prémices d’une vocation artistique qui influencera durablement plusieurs générations de comédiens en Guinée notamment Kountoko, Kabakoudou, Grand Devis, Mamadou Thug,.
Moussa Koffoé meurt le 12 mai 2025 à l’hôpital Tripano de Kindia, des suites de maladie.

## Filmographie

### Théâtres
- Sala Musso
- Bakongo
- Di Bari Khônô (1987)[7]
- Di koby [8]

### Films
- Moussa le Voleur
- Moussa l’Insupportable
- Le Mariage d’intérêt et ses conséquences
- Elèves impolis

## Distinctions
- 2016 ː Prix du meilleur comédien ouest-africain au festival Yerebougou au Palais de la culture de Bamako (Mali)[9].

## Vie privée
Moussa Koffoé est marié et père de neuf enfants, époux de trois femmes.